# جيك دي ليون
جيك دي ليون هو مصارع محترف فلبيني، ولد في 18 يونيو 1992 في باكولود في الفلبين.